# La Ruinette
La Ruinette ist ein Berg in den Walliser Alpen im Kanton Wallis in der Schweiz. Mit einer Höhe von 3875 m ü. M. ist sie der höchste Gipfel der Berge rund um Arolla. Da sie aus keinem der umliegenden Täler zu sehen ist, wird sie relativ selten bestiegen.

## Lage
La Ruinette liegt in den westlichen Walliser Alpen, östlich über dem Stausee Lac de Mauvoisin, der sich am Talende des Val de Bagnes befindet. Eingebettet zwischen dem Brenaygletscher (Glacier du Brenay) im Südosten und Süden und dem Giétrozgletscher (Glacier du Giétroz) im Norden ist der Gipfel selbst weitgehend eisfrei. Die Südabdachung bildet der kleine Ruinettegletscher (Glacier de la Ruinette).
La Ruinette liegt rund zwei Kilometer südwestlich des nur wenige Meter niedrigeren Mont Blanc de Cheilon (3870 m ü. M.), mit dem sie über ihren Nordostgrat verbunden ist (IV, kombiniert).

## Geschichte
Die Erstbesteigung erfolgte am 6. Juli 1865 durch Edward Whymper und die Bergführer Christian Almer und Franz Biner, acht Tage vor der Erstbesteigung des Matterhorns. Ihre Route führte über den Südwestgrat entsprechend dem heutigen Normalweg.

## Routen
Der Normalweg auf die Ruinette führt von der Chanrionhütte (2462 m) über Col und Lac de Tsofeiret in den Col de la Lire Rose (3115 m), von dort über die Schulter (3386 m) auf den kleinen Ruinettegletscher und über diesen in eine Einsattelung am Beginn des felsigen Südwestgrats. Direkt auf dem Südwestgrat erreicht man in leichter, aber ausgesetzter Kletterei den Gipfel.
Routen über die anderen Grate und durch die Wände existieren, diese werden aber noch wesentlich seltener als der Normalweg begangen.